# Despicable Me
Despicable Me (Nederlands: Verschrikkelijke ikke) is een Amerikaanse animatiefilm, die op 9 juli 2010 in de Verenigde Staten in première ging. De film kwam in Nederland en België op 13 oktober 2010 uit. De hoofdrollen worden vertolkt door Jason Segel en Steve Carell. De regie was in handen van Pierre Coffin, Chris Renaud en Sergio Pablos. De film werd geproduceerd door Illumination Entertainment en verdeeld door Universal.

## Verhaal
De film draait om Gru, een man die tegen elke prijs de grootste superschurk ter wereld wil worden, in de hoop zo eindelijk het respect te winnen van zijn moeder. Zoals een stereotype geniaal meesterbrein heeft hij een geheime schuilplaats onder zijn huis, een leger van handlangers bestaande uit kleine, gele, humanoïde wezens, minions genaamd, en een arsenaal high-tech wapens en gadgets. Zijn belangrijkste concurrent is de jonge schurk Vector, die hem aan het begin van de film een hak zet door de Piramide van Gizeh te stelen. Als tegenprestatie maakt Gru plannen om de maan te stelen. Hiervoor heeft hij echter veel geld nodig; iets dat hij bij een bank voor schurken probeert te lenen. De bankdirecteur wil hem echter alleen een lening geven als Gru hem een  krimpstraal kan tonen die hij ongetwijfeld nodig zal hebben voor deze diefstal.
Gru steelt een krimpstraal uit een Aziatisch lab, maar Vector kaapt zijn buit en neemt het wapen mee naar zijn schuilplaats. Gru ziet echter hoe drie weesmeisjes,  Margo, Edith en Agnes genaamd, makkelijk Vectors schuilplaats binnenkomen, wanneer ze bij hem aanbellen om koekjes te verkopen. Hij besluit de drie te adopteren in de hoop hen te kunnen gebruiken om de krimpstraal bij Vector te stelen.
Het plan slaagt, maar wanneer Gru de krimpstraal aan de bankdirecteur toont, wil die toch geen geld meer lenen, omdat hij niet meer in hem gelooft. Gru zegt tegen de Minions dat het plan niet doorgaat en dat hij hen niet meer kan betalen. De meisjes, die ondertussen achter Gru's plan zijn gekomen, geven al hun spaarcentjes aan Gru. Dat zet de Minions aan om al hun geld te geven en veel huisraad te verkopen. Zo komen ze aan genoeg geld om o.a. de raket te bouwen.
Ondertussen brengt de adoptie van de drie meisjes een nieuwe uitdaging mee voor Gru: een goede vader zijn. Eerst zag hij de meisjes enkel als pionnen in zijn plan, maar naarmate de tijd vordert geeft hij steeds meer om hen. Gru's rechterhand, wetenschapper Nefario, denkt echter dat Gru door de meisjes zijn slechte karakter verliest en zo de missie bemoeilijken, en besluit de drie terug te sturen naar het weeshuis.
Gru slaagt erin om de maan te krimpen en te stelen. Hij is reuzeblij, maar dan realiseert hij dat de 3 meisjes een balletvoorstelling hebben. Hij probeert er nog te geraken, maar komt te laat. Bovendien blijkt Vector de drie te hebben ontvoerd. Hij wil hen ruilen tegen de maan. Gru bestormt hierop Vectors schuilplaats en een achtervolging begint. Gru slaagt erin de meisjes te redden, terwijl de gekrompen maan weer teruggroeit tot haar normale formaat en samen met Vector de ruimte in wordt geschoten.
Na dit alles krijgt Gru van zijn moeder eindelijk de erkenning waar hij zo op hoopte. Hij en de meisjes beginnen een nieuw leven. Gru's moeder is nu nog nooit zo trots geweest op haar zoon, nu hij eindelijk iets goed gedaan heeft in zijn leven: een goede vader zijn. Vector zit ondertussen nog altijd vast op de maan.

## Rolverdeling
| Personage      | Acteur           | Acteur                | Acteur             |
| -------------- | ---------------- | --------------------- | ------------------ |
| Gru            | Steve Carell     | Jon van Eerd          | Koen Van Impe      |
| Vector         | Jason Segel      | Eddy Zoëy             | David Verbeeck     |
| Dr. Nefario    | Russell Brand    | Javier Guzman         | Hubert Damen       |
| Agnes          | Elsie Fisher     | Elaine Hakkaart       | Luna de Meulenaere |
| Margo          | Miranda Cosgrove | Pip Pellens           | Aline Goffin       |
| Edith          | Dana Gaier       | Mika Pierik           | Kaatje Verbruggen  |
| Fred McDade    | Danny McBride    | Huub Dikstaal         | Erik Burke         |
| Mr. Perkins    | Will Arnett      | Ernst Daniël Smid     | Herbert Flack      |
| Moeder van Gru | Julie Andrews    | Patricia Paay         | Anke Helsen        |
| Miss Hattie    | Kristen Wiig     | Sanne Wallis de Vries | Griet de Wolf      |
| Jerry          | Jemaine Clement  |                       |                    |
| Toeristmoeder  | Mindy Kaling     |                       |                    |
| Toeristvader   | Jack McBrayer    |                       |                    |

Overige Nederlandse stemmen: Barry Worsteling, Donna Vrijhof, Floor Kloosterman, Huub Dikstaal, Jose Kroon, Lizemijn Libgott, Leon Wiedijk, Rogier van de Weerd, Ruud Drupsteen, Sander de Heer, Thijs van Aken en Theun Termijtelen.

## Achtergrond

### Filmmuziek
De muziek voor Despicable Me is gecomponeerd door Heitor Pereira en Pharrell Williams en geproduceerd door Hans Zimmer. De muziek is opgenomen met een 67 muzikanten tellend ensemble van het Hollywood Studio Symphony in de Newman Scoring Stage van 20th Century Fox.
Lupe Fiasco en Robin Thicke hebben beiden ook een nummer opgenomen voor de film.

### Reclamecampagne
Sneakpeeks van de film werden vertoond in afleveringen van The Biggest Loser. Tevens werd de film aangeprezen in het programma Last Comic Standing, waarin Gru zogenaamd auditie komt doen. IHOP promootte de film met drie speciale menu’s.

### Uitgave en ontvangst
Despicable Me kreeg goede kritieken van critici en kijkers. Op Rotten Tomatoes scoort de film 79 procent aan goede beoordelingen, gebaseerd op 140 recensies. Een veel gehoorde opmerking is dat de film veel elementen leent van Pixar Animation Studios-films en Looney Tunes, maar toch ook een paar unieke eigenschappen bevat. Metacritic gaf de film 72 procent, gebaseerd op 34 recensies.
Roger Ebert van de Chicago Sun-Times gaf de film drie uit vier sterren.  Andere positieve reacties kwamen van Michael Phillips van de Chicago Tribune en Peter Travers van Rolling Stone. Negatieve reacties op de film kwamen onder andere van A. O. Scott van The New York Times.
Despicable Me opende in Noord-Amerika op de eerste plaats met een opbrengst van 56,3 miljoen dollar in het eerste weekeinde. Daarmee was het de op twee na meest succesvolle animatiefilm van 2010, na Toy Story 3 en Shrek Forever After. In de tweede week daalde de opbrengst met 42 procent, tot net onder dat van Inception.
Internationaal deed de film het minder goed.

## Prijzen en nominaties
| Prijs                                               | Categorie                                                                                           | Resultaat   |
| --------------------------------------------------- | --------------------------------------------------------------------------------------------------- | ----------- |
| Annie Awards                                        | Beste animatiefilm                                                                                  | Genomineerd |
| Annie Awards                                        | Stemacteur in een animatiefilm (Steve Carell)                                                       | Genomineerd |
| Annie Awards                                        | Personage-ontwerp (Carter Goodrich)                                                                 | Genomineerd |
| Annie Awards                                        | Regie (Pierre Coffin)                                                                               | Genomineerd |
| Annie Awards                                        | Muziek (Pharrell Williams en Heitor Pereria)                                                        | Genomineerd |
| Annie Awards                                        | Productieontwerp (Yarrow Cheny en Eric Guillon)                                                     | Genomineerd |
| Alliance of Women Film Journalists                  | Beste animatiefilm                                                                                  | Genomineerd |
| Alliance of Women Film Journalists                  | Beste getekende vrouw (Miranda Cosgrove als Margo, Dana Gaier als Edith, en Elsie Fisher als Agnes) | Genomineerd |
| BAFTA Awards                                        | Beste animatiefilm                                                                                  | Genomineerd |
| Critics' Choice Awards                              | Beste animatiefilm                                                                                  | Genomineerd |
| Golden Globe                                        | Beste animatiefilm                                                                                  | Genomineerd |
| Kids Choice Awards                                  | Favoriete animatiefilm                                                                              | Gewonnen    |
| Kids Choice Awards                                  | Favoriete vechter (Steve Carell)                                                                    | Genomineerd |
| People's Choice Awards                              | Favoriete familiefilm                                                                               | Genomineerd |
| Satellite Award                                     | Beste animatie of gemengde media                                                                    | Genomineerd |
| Saturn Awards                                       | Beste animatiefilm                                                                                  | Genomineerd |
| Teen Choice Award                                   | Choice Summer: Movie                                                                                | Genomineerd |
| Washington D.C. Area Film Critics Association Award | Beste animatiefilm                                                                                  | Genomineerd |
| Women Film Critics Circle                           | Beste getekende vrouwen                                                                             | Gewonnen    |